# Leia para uma Criança
Leia para uma Criança é um programa de incentivo à leitura organizado pelo Itaú Social desde 2010.
O programa consiste na distribuição gratuita, a cada ano, de livros infantis para todas as pessoas que se inscrevam no site do projeto, independente de serem ou não correntistas do banco. De 2010 a 2018, foram distribuídos mais de 54 milhões de exemplares de livros de diversos autores e editoras, escolhidos através de editais. A distribuição inclui edições em formato acessível em braile e letra expandida.
Em 2020, além do envio de livros para as pessoas que se inscreveram no site, o Itaú Social também enviou 600 mil coleções para crianças matriculadas na rede pública de municípios considerados de alta e muito alta vulnerabilidade de acordo os indicadores sociais do Unicef, além dos municípios que fazem parte de um programa de formação continuada para profissionais da educação pública. Também foram disponibilizados dois títulos digitais desenvolvidos a partir de textos de dois alunos vencedores da 6ª edição da Olimpíada de Língua Portuguesa Escrevendo o Futuro.
Também em 2020, o edital voltado para a seleção de obras para o ano seguinte trouxe pela primeira vez uma delimitação temática, sendo exclusivo para livros que abordem conteúdos relacionados ao universo negro e indígena, podendo ser títulos novos ou reeditados, voltados para crianças de 0 a 6 anos e com a cessão de direitos para a produção de até 10 mil livros em formato acessível.

## Premiações
Em 2019, o programa ganhou o Prêmio Jabuti na categoria "Fomento à Leitura", que é destinada a projetos voltados à promoção e estímulo da leitura no Brasil. O prêmio foi entregue para Dianne Cristine Rodrigues Melo, especialista em Programas Sociais do Itaú Social e atual diretora do projeto.